# 山大·蕭佛利
山大·蕭佛利（英語：Xander Schauffele，1993年10月25日—），本名亞歷山大·維克托·蕭佛利（Alexander Victor Schauffele），中文名為陳山大，是一位美國職業高爾夫球手。

## 家庭背景
山大·蕭佛利出生於加利福尼亞州聖地牙哥，父親斯特凡·蕭佛利（英語：Stefan Schauffele）為德法混血兒，曾為十項全能項目的田徑運動員，後來因遭遇車禍而放棄運動員生涯並移居美國，父親同時也是他的揮桿教練；母親陳秉彞則為移民至美國的旅日台灣人。

## 高爾夫生涯
蕭佛利2015年於大學畢業之後，於同年6月轉為職業選手，參加了Web.com巡迴賽的資格賽並獲得了2016年的Web.com巡迴賽資格，在完成巡迴賽之後，參加了2017年的凱業必達挑戰賽，首次於美巡賽亮相，並在同年7月於格林布賴爾經典賽贏得了自己的第一場美巡賽冠軍，並於同年9月的巡迴錦標賽以一桿之差打敗賈斯汀·托馬斯贏得冠軍。
蕭佛利亦於2018年贏得了世界高爾夫球錦標賽的滙豐冠軍賽。
在2020年夏季奥林匹克运动会中，在日本埼玉的霞关乡村俱乐部进行的男子高尔夫球项目最后一轮的比赛当中，他在决赛轮以-4的成績繳卡，总成绩-18，以一杆优势击败了决赛轮打出61杆的斯洛伐克大黑马罗里·萨巴蒂尼摘得金牌。
2024年5月，蕭佛利以總成績-21桿的成績，一桿之差打敗布萊森·德尚布贏得PGA錦標賽冠軍，同時也是其職業生涯贏得的第一座高爾夫四大賽冠軍。

## 外部連結
- 官方网站
- 山大·蕭佛利在PGA巡迴賽的官方網站
- 山大·蕭佛利在歐洲巡迴賽官方網站
- 山大·蕭佛利在日本高爾夫巡迴賽官方網站
- 山大·蕭佛利在男子高爾夫世界排名的官方網站